# ラウニ・グレンダール
ラウニ・グレンダール（Launy Grøndahl、1886年6月30日 - 1960年1月21日）はデンマークの作曲家、ヴァイオリニスト、指揮者。

## 来歴
1886年にオードロップに生まれた。8歳からヴァイオリンを学び始め、13歳でコペンハーゲンのカジノ劇場のオーケストラでヴァイオリン奏者となった。ルドルフ・ニールセンに作曲を、アクセル・ゲーゼにヴァイオリンを師事し、パリやローマ、ウィーンでも学んだ。
1925年に設立されたデンマーク放送交響楽団の初代指揮者に就任し、同時代の自国の作曲家の作品を積極的に取り上げた。1956年まで在任し、レコード録音も残されており、現在でもその演奏を聞くことができる。
1960年にフレデリクスベア（en:Frederiksberg）で亡くなった。
作曲家としては、交響曲や協奏曲、弦楽四重奏曲などの作品があるが、現在でも演奏され最もよく知られているのは『トロンボーン協奏曲』である。イタリア滞在中の1924年に作曲されたこの曲は、作曲者の友人であったコペンハーゲンの王立管弦楽団のトロンボーン奏者、ヴィルヘルム・オールクローのために作曲された。

## 主要作品

### 管弦楽曲
- パンとシリンクス (Pan og Syrinx, orkesterfantasi)
- ティルヴィング (Tyrfing, scenemusik)
- 交響曲 (Symfoni)
- チトラ (Chitra, scenemusik)
- 古いユトランド民謡による交響変奏曲 (Symfoniske Variationer over en Gammel Jysk Vise)

### 協奏曲
- ヴァイオリン協奏曲 (Violinkoncert)
- トロンボーン協奏曲 (Basunkoncert)
- ファゴット協奏曲 (Fagotkoncert)

### 室内楽曲
- 弦楽四重奏曲第1番 (Strygekvartet nr. 1)
- 弦楽四重奏曲第2番 (Strygekvartet nr. 2)
- ソナタ幻想曲 (Sonatefantasi, violin og klaver)